# Esclarmonde de Foix (kraljica)
Esclarmonde de Foix bila je kraljica supruga Mallorce.
Kći Rogerija IV. de Foixa i Brunisende Cardonske, Esclarmonde se udala za Jakova II., kralja Mallorce. Par je imao djecu – ovo je popis:
- Jakov
- Sančo, kralj Mallorce
- Sanča, napuljska kraljica supruga
- Ferdinand
- Filip
- Elizabeta